# Aeroportul Peawanuck
Aeroportul Peawanuck (IATA: YPO, ICAO: CYPO) este un aeroport din Ontario, Canada ce deservește zona Peawanuck First Nation⁠(d).
Situat la o altitudine de 53 m, aeroportul dispune de o singură pistă. Este operat de Government of Ontario⁠(d).